# Jacques Philippe Arcambal
Pour les articles homonymes, voir Arcambal (homonymie).
Jacques Philippe Arcambal, né le 23 décembre 1761 au Puy et mort le 27 mars 1843 à Paris, est un général de division français et ministre napolitain.

## Biographie
Il entre en service le 15 janvier 1778, dans les gardes de la porte du roi, et le 1er octobre 1787, il est employé dans les bureaux du ministère de la guerre. Elève commissaire des guerres le 1er juin 1778, il obtient le grade de commissaire le 1er octobre 1791, et il fait les campagnes de 1792 et 1793, aux armées du Centre, du Nord et des Ardennes.
Le 29 décembre 1793, il est chargé des fonctions d’ordonnateur dans le département de la Somme, et il sert à l’armée des côtes de Cherbourg en 1794. Titulaire de son emploi le 13 juin 1795, le Directoire exécutif l’adjoint au ministre de la guerre Petiet, pour la direction du matériel de guerre. Occupant les mêmes fonctions sous Schérer, il remplit ensuite les fonctions d’ordonnateur en chef pendant les quatre premiers mois de la campagne de Naples en l’an IV.
La République parthénopéenne, ayant été constituée le 21 janvier 1799, sous l’influence française, Arcambal dirige les ministères de la guerre, de la marine et des relations extérieures pendant tout le temps que dure le gouvernement provisoire.
En l’an VI et en l’an VII, il est employé aux armées Italie, des Alpes, et de Naples. Il est nommé inspecteur aux revues le 28 février 1800, et envoyé à l’armée du Rhin pour les campagnes de l’an VIII et de l’an IX. Le 23 septembre 1801, il est appelé au ministère de la guerre, pour y remplir les fonctions de chef de la 2e division, et le ministre Berthier le nomme secrétaire général le 20 mars 1802. 
Le 1er août 1803, il passe ordonnateur en chef au camp de Saint-Omer, où il reste jusqu’à l’an XIII. Il est fait chevalier de la Légion d’honneur le 25 mars 1804, et il fait la campagne d’Allemagne en 1805, au sein du 4e corps de la Grande Armée comme ordonnateur. Il est élevé au grade d’officier de la Légion d’honneur le 30 décembre 1805. Le 23 janvier 1806, il est envoyé, en qualité de commissaire ordonnateur en chef, à l’armée de Naples, où il exerce les fonctions de commissaire général des armées française et napolitaine.
Le 23 novembre 1808, il est admis définitivement dans le corps des ordonnateurs, et le 26 janvier 1809, il est autorisé à passer au service de Naples, où il devient successivement grand préfet du palais, conseiller d’état, intendant général de la maison du roi le 25 mai 1809, et enfin durant les années 1813 et 1814, directeur général de la guerre, chargé de la conscription, du recrutement, de l’inscription maritime et des revues.
Lorsque Murat abandonne la cause de l’Empereur, Arcambal n’hésite pas à faire le sacrifice de sa position brillante, et retourne en France en août 1814. Réadmis le 4 janvier 1815 dans le cadre des inspecteurs aux revues, il obtient sa retraite le 1er janvier 1816. Il est nommé inspecteur en chef aux revues honoraire le 25 avril 1816. 
Il meurt le 27 mars 1843 à Paris. Il est inhumé au cimetière du Père-Lachaise, 41e division, Paris 20e.

## Famille
- Il est le beau-frère du ministre et conseiller d’état André-François Miot de Mélito.
- Théobald Piscatory est son neveu.

## Décorations
- Officier de la Légion d’honneur le 30 décembre 1805[1].
- Chevalier de Saint-Louis en 1815.
- Grand-croix de l’Ordre du Lion de Bavière.
- Grand-croix de l’Ordre royal des Deux-Siciles.

## Sources
- « Cote LH/46/3 », base Léonore, ministère français de la Culture
- A. Lievyns, Jean Maurice Verdot, Pierre Bégat, Fastes de la Légion-d'honneur, biographie de tous les décorés accompagnée de l'histoire législative et réglementaire de l'ordre, Tome 3, Bureau de l’administration, 1844, 640 p. (lire en ligne), p. 281.
- Jacques Philippe Arcambal  sur roglo.eu
- Antoine Jay, Etienne de Jouy et Jacques Marquet de Norvins, Biographie nouvelle des contemporains ou dictionnaire historique et raisonné de tous les hommes qui, depuis la Révolution française ont acquis de la célébrité par leurs actions…, tome 1, Paris, librairie historique, janvier 1825, 518 p. (lire en ligne), p. 365.
- Étienne Charavay, Correspondance générale de Carnot, tome 1, imprimerie Nationale, 1893, p. 383.